# Trebula Balliensis
Trebula Balliensis ou Trebula Baliensis ou Trebula (en grec : Τρήβουλα), était une cité antique déjà habitée à l'époque préromaine, dont l'emplacement est occupé par le village moderne de Treglia, frazione de la commune de Pontelatone, province de Caserte en Campanie,. 
Les Monti Trebulani (it), un petit groupe de montagnes dans la province actuelle de Caserte, tirent leur nom de celui de Trebula.

## Historique
Au IXe siècle av. J.-C., avant la fondation de Rome, surgit le premier centre habité de Trebula ; on pense que c'est l'œuvre des Osques, une population indo-européenne installée dans le sud de l'Italie vers le XIIe siècle av. J.-C.. Plus tard, vers le VIe siècle av. J.-C., les Samnites Caudins occupèrent Trebula  qui resta Samnite jusqu'à ce que, après la défaite de Pyrrhus Ier, de nombreux centres soient contraints de s'allier aà la République romaine : c'est ainsi que Trebula devint « civitas foederata (it) ».
Trebula, qui, pendant la deuxième guerre punique, avait pris le parti d'Hannibal Barca avec Capoue et d'autres centres campaniens, fut conquise par la dictateu Quintus Fabius Maximus Verrucosus en 215 av. J.-C.), mais ne devint probablement un municipium qu'après la guerre sociale ; cependant, une inscription en langue samnite montre qu'elle disposait de son propre système autonome même après l'invasion d'Hannibal. 
Le nom Trebula, répandu dans la région italienne, est accompagné de l'attribut de Balliensis ou Balliniensis, qui la distingue de deux autres villes antiques du même nom, Trebula Mutuesca non loin de l'actuelle Monteleone Sabino – et Trebula Suffenas, l'actuel Ciciliano, près de Tivoli ; l'attribut, non mentionné par Claude Ptolémée , est plutôt rapporté par Pline l'Ancien, les deux variantes étant probablement dues à des différences traditions de code.

## Le site archéologique
La zone archéologique se situe dans l'actuelle Treglia, frazione de la commune de Pontelatone, située dans les Monts Trebulani et, plus précisément, dans la partie centrale du massif du Monte Maggiore. Une grande partie de la région de Treglia est montagneuse et diversement accidentée, avec très peu de zones plates ; la ville moderne est traversée longitudinalement par le ruisseau Rio Maltempo, qui recueille les eaux provenant des différents ruisseaux de montagne qui s'y jettent.
La ville antique s'étendait au nord-est de la ville moderne et était divisée en deux noyaux principaux : l'acropole sur la colline de Monticelli (477 m) et la ville samnito-romaine en contrebas sur le plateau appelé La Corte, toutes deux délimitées par l'imposantes murailles samnites, à l'intérieur desquelles la ville romaine se développa ensuite à partir du IIe siècle av. J.-C. Dans la zone sud-ouest se trouvent les vestiges du théâtre romain, fouillés au XXe siècle, près desquels des statues et des inscriptions publiques ont été trouvées à plusieurs reprises (en partie conservées au Musée campanien de Capoue), de manière à laisser supposer que le forum était également situé dans cette zone centrale de la ville antique. En réalité, les initiatives d'investigation dans la ville antique n'ont pas manqué - dès le XVIIIe siècle, lorsque l'ambassadeur d'Angleterre à Naples William Hamilton y mena deux campagnes de fouilles en 1758 et 1766, puis à la fin du XIXe siècle, pour le théâtre et une partie d'un aqueduc. Par ailleurs, en 1976, une fouille d'urgence menée au centre de la ville antique a mis au jour des thermes publics, probablement à identifier avec les « bains constantiniens » mentionnés dans une inscription.
Enfin, en 2007, à l'initiative de la municipalité de Pontelatone et avec des fonds européens de la Direction du Plan Territorial Intégré (ITP) des Monts Trebulani Matese, a débuté une fouille archéologique de valorisation, élaborée, pour le volet archéologique, par Domenico Caiazza et approuvée entre la Surintendance Archéologique de la Province de Caserte et de la Région Campanie, qui a permis de découvrir et de fouiller la grande porte mégalithique occidentale du type « pince extérieure et couloir intérieur », peut-être la plus grande de ce type en Europe. Une grande tombe à chambre en hypogée a également été fouillée, certainement la même que celle pillée par Hamilton. Les bains ont été restaurés et de nouvelles salles ont été découvertes, ainsi que deux routes pavées adjacentes. De nombreuses tombes de l'époque impériale et certaines samnites contenant de riches objets funéraires ont pareillement été étudiées. Enfin, un four préromain oblitéré par la construction des murs a également été mis au jour.